# James Salter
James Arnold Horowitz, (Nueva York, 10 de junio de 1925-Sag Harbor, Nueva York, 19 de junio de 2015) más conocido como James Salter, su seudónimo y nombre legal posteriormente adoptado,  fue un escritor y novelista estadounidense. Fue oficial de carrera y piloto en las Fuerzas Aéreas Estadounidenses (United States Air Force). Abandonó la profesión militar en 1957 tras publicar su primera novela The Hunters.
Fue candidato al Premio Príncipe de Asturias en 2014. Ganó numerosos premios literarios por sus obras, incluyendo el reconocimiento tardío de obras originalmente criticadas en el momento de su publicación.

## Biografía
James Arnold Horowitz nació el 10 de junio de 1925, hijo de Mildred Scheff y George Horowitz. Su padre era un economista y consultor inmobiliario y empresario acomodado.
Horowitz creció en Manhattan, donde asistió a la Escuela Secundaria Seis (PS6) y a la Escuela Horace Mann, entre sus compañeros de clase se encontraban Julian Beck y William F. Buckley, Jr. En el año académico 1939-1940 también estudió allí Jack Kerouac.
Quiso estudiar en la Universidad Stanford o en el Instituto Tecnológico de Massachusetts, pero finalmente el 15 de julio de 1942 entró en la academia militar de West Point por la presión de su padre que había vuelto al ejército como Coronel Louis G. Horowitz en el Cuerpo de Ingenieros (United States Army Corps of Engineers) en julio de 1941 anticipando la guerra.
Como hizo su padre, cursó la carrera militar en West Point durante una guerra mundial. El tamaño de la clase era mayor y las asignaturas se acortaron drásticamente. Su padre se graduó en noviembre de 1918 después de solo 16 meses de academia. Horowitz se graduó en 1945 después de solo 3 años. Fue el número 49 de una promoción de 852. Sus compañeros le apodaron "Horrible" Horowitz.
Después de su primer año de academia completó el entrenamiento de vuelo básico en Pine Bluff, Arkansas, y el avanzado en la Stewart Air Force Base, Nueva York.
En mayo de 1945 su vuelo perdió el rumbo y estando bajo de combustible confundió unas vías con una pista y estrelló su avión North American T-6 Texan en una casa de Great Barrington, Massachusetts. Realizó cursos de vuelo para aviones multimotores B-25 hasta febrero de 1946. Su primer destino fue el 6th Airlift Squadron en Nielson Field, Filipinas. Después estuvo destinado en Naha Air Base, Okinawa, y Tachikawa Air Base, Japón. En enero de 1947 fue ascendido a teniente. En septiembre de 1947 fue transferido a Hickam AFB, Hawái.
En agosto de 1948 cursó estudios de posgrado en la Universidad de Georgetown y recibió su título de máster en enero de 1950. En marzo de 1950 fue destinado al cuartel general del Tactical Air Command en la base aérea de Langley, Virginia, donde permaneció hasta que fue voluntario para la guerra de Corea. Llegó a Corea en febrero de 1952 después de realizar un curso de entrenamiento para volar el North American F-86 Sabre en la base aérea de la isla Presque, Maine.
Fue asignado al 335th Fighter-Interceptor Squadron, 4th Fighter Wing, una renombrada unidad especializada en cazar MiGs soviéticos. Entre el 12 de febrero y el 6 de agosto de 1952 voló más de 100 misiones de combate. El 4 de julio de 1952 derribó un MiG-15.
Estuvo destinado en Alemania y Francia. Ascendió a mayor. Dirigió un equipo de acrobacias aéreas. Fue oficial de operaciones de escuadrón. En su tiempo libre escribió ficción. Los editores rechazaron su primer manuscrito.
Su experiencia coreana la usó en su primera novela The Hunters (1956), que posteriormente fue llevada al cine en 1958 con Robert Mitchum como protagonista. La adaptación al cine era muy diferente de la novela, en la que se narraba la lenta autodestrucción de un piloto de caza de 31 años que no encuentra más que frustraciones en su primera experiencia de combate, mientras que sus compañeros alcanzan la gloria.
Estuvo 12 años en las Fuerzas Aéreas. Los 6 últimos como piloto de combate. Abandonó su carrera militar por su carrera como escritor. La decisión le resultó difícil debido a su pasión por volar. Sus escritos basados en su experiencia en las Fuerzas Aéreas tienen un tono fatalista: sus protagonistas luchan y tienen conflictos entre sus reputación y su autopercepción, mueren cumpliendo su deber mientras que sus antagonistas ineptos medran y ascienden. Pinta un panorama familiar para cualquier piloto de combate que haya sobrevivido un combate aéreo.
En 1961 su novela The Arm of Flesh contaba sus experiencias de vuelo en la 36th Fighter-Day Wing en la base aérea de Bitburg, Alemania, entre 1954 y 1957. Una versión extensamente revisada de la novela fue publicada en 2000 titulada Cassada. Tras permanecer varios años en la reserva de las Fuerzas Aéreas, Salter abandonó toda vinculación militar en 1961 cuando su unidad fue llamada para la crisis de Berlín.
Se mudó a Nueva York con su familia, que incluía a gemelos nacidos en 1962. Cambió su nombre de James Arnold Horowitz a James Salter. Salter se divorció de su primera esposa Ann Altemus.
En 1976 comenzó a vivir con la dramaturga Kay Eldredge con la que tuvo a su hijo Theo Salter en 1985. Se casaron en París en 1998.
En 1980 después de esperar durante mucho tiempo a que su hija Allan, fruto de un matrimonio anterior, acudiera a cenar con él y su mujer en Aspen, Colorado, Salter decidió presentarse en la cabaña contigua a la casa en la que se acababa de instalar su hija y la encontró sin vida en la ducha, electrocutada.
Vivió entre Bridgehampton, Nueva York y Colorado. Falleció el 19 de junio de 2015 a la edad de 90 años en Sag Harbor (Nueva York).

## Vida profesional

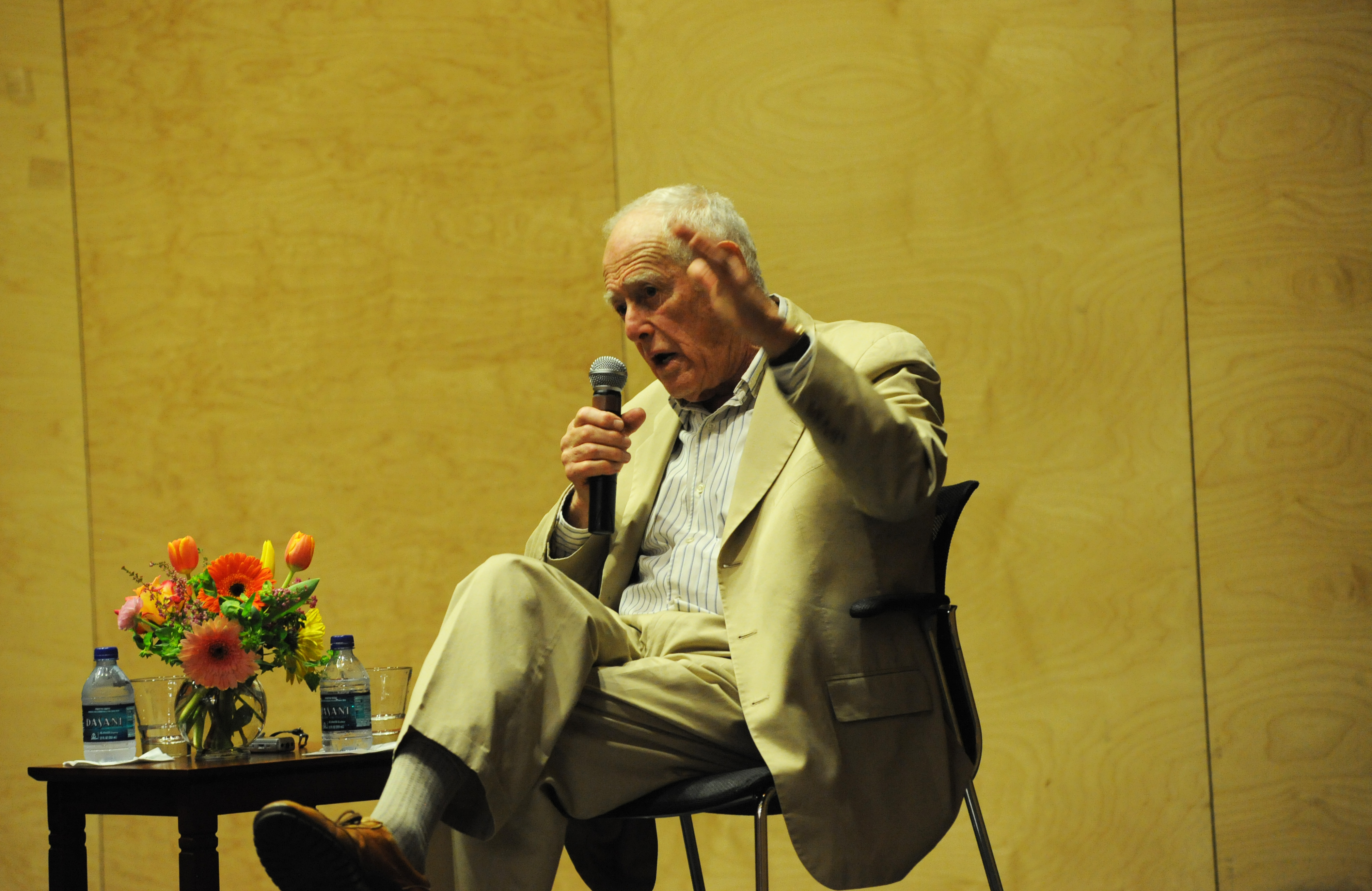
James Salter en noviembre de 2010

En 1959 escribió el corto documental Team, Team, Team, que ganó el primer premio de su categoría en el Festival de Cine de Venecia.
Escribió para cine:
- 1958 Entre dos pasiones (The Hunters) (Guion)
- 1969 Una cita (The Appointment) (Guion)
- 1969 El descenso de la muerte (Downhill Racer) (Escritor) con Robert Redford de protagonista.
- 1969 Three (Director) con Charlotte Rampling como protagonista.
- 1981 Threshold (Escritor)
- 1996 Boys (novela corta "Twenty Minutes")
- 1996 Broken English
- 2004 Last Night (Corto)[12]

Un guion encargado por Robert Redford y más tarde rechazado, se convirtió en su novela Solo Faces.
Salter es muy crítico con su trabajo y dijo que The Hunters y The Arm of Flesh (1961) fueron etapas de su aprendizaje literario que culminó en su primera novela importante A Sport and a Pastime de 1967. Situada en una Francia de posguerra es una pieza erótica entre un estudiante estadounidense y una chica francesa contada en flashbacks en el presente por un narrador sin nombre que apenas conoce al estudiante y desea a la chica, admitiendo que la mayor parte de la narración es fantasía.
Muchos personajes de sus novelas reflejan su pasión por la cultura europea y en particular por la francesa. George Plimpton, el legendario editor de Paris Review le pagó 3 000 dólares de adelanto por una novela que había tenido numerosos rechazos, Juego y distracción (1967).
En 1975 publicó Años luz (Light Years), la crónica del lento naufragio del matrimonio de un arquitecto y su esposa en una casa junto al río Hudson.
En 1979 publicó Solo Faces, la historia de un alpinista estadounidense obsesionado con el pico Dru de los Alpes franceses, que se consideraba inalcanzable.
En 1988 Salter publicó una colección de novelas cortas, Anochecer (Dusk and Other Stories), que recibió el premio PEN/Faulkner Award.
Un relato suyo, "Twenty Minutes", sirvió de base a la película de 1996 Boys. En 1997 publicó su libro de memorias, Quemar los días.
En 2000 fue nombrado miembro de la The American Academy of Arts and Letters. En 2005 publicó La última noche.
En 2012 la fundación PEN/Faulkner Foundation le concedió el premio PEN/Malamud Award.
En 2013 publicó All That Is, su primera novela en casi 35 años, cuando el autor contaba 87, y que, según la crítica mayoritaria, es su mejor obra de ficción. Poco después de su publicación, Salter recibió el Premio Windham Campbell, de reciente creación, dotado con 150 000 dólares.
Los escritos, la correspondencia, los manuscritos y borradores de todos sus trabajos publicados están archivados en The Harry Ransom Center en Austin, Texas.

## Obras
Novela
- (1956) The Hunters; Los cazadores, traducción al español de Eugenia Vázquez Nacarino; Salamandra (2020)
- (1961) The Arm of Flesh (republicada como Cassada, 2000)
- (1967) A Sport and a Pastime; Juego y distracción, traducción al español de Jaime Zulaika; Salamandra (2016)
- (1975) Light Years; Años luz, traducción al español de Jaime Zulaika; Salamandra (2015)
- (1979) Solo Faces; En solitario, traducción al español de Concha Cardeñoso; El Aleph Editores (2005)
- (2013) All That Is; Todo lo que hay, traducción al español de Eduardo Jordá; Círculo de Lectores (2014)

Cuento
- Dusk and Other Stories (1988; PEN/Faulkner Award 1989) (Trad. Anochecer, Muchnik, 2002)
- Last Night (2005) (Trad. La última noche, Salamandra, 2006)
- Collected Stories (2013)

Poesía
- Still Such (1988)

Memorias
- Burning the Days (1997) (Trad. Quemar los días, Salamandra, 2009)

Ensayo
- There and Then: The Travel Writing of James Salter (2005)

Correspondencia
- Memorable Days: The Selected Letters of James Salter and Robert Phelps  (2010)

Antología y compilaciones
- Gods of Tin (2004; selecciones de The Hunters, Cassada, y Burning the Days)

Otros
- Life Is Meals: A Food Lover's Book of Days (con su esposa Kay Eldredge, 2006)
- "My Lord You" y "Palm Court" (2006).

Guiones
- Downhill Racer (1969)
- The Appointment (1969)
- Three (1969; también dirigió la película)
- Threshold (1981)

## Premios y honores
- Premio PEN/Faulkner Award 1988 por la colección Dusk and Other Stories.[10]

- Premio 2013 Windham–Campbell Literature Prize[17]